# El Megve
El Megve este o comună din departamentul Bassikounou, Regiunea Hodh Ech Chargui, Mauritania, cu o populație de 7.612 locuitori.